# Поповка (Шебекінський район)
Поповка — село в Шебекинському районі Білгородської області.

## Географічне положення
Село Поповка знаходиться на лівому березі річки Нежеголек. Нижче за течією знаходиться Бершакове, вище за течією — Булановка.
Через село проходить асфальтована дорога з Бершакова до Булановки.

## Історія
У 1950 році, після укрупнення колгоспів, Поповка увійшла до колгоспу імені Калініна. У 1992 році колгосп імені Калініна був перетворений в закрите акціонерне товариство «Схід».

## Населення
| 2002 | 2010 |
| ---- | ---- |
| 458  | ↗510 |